# Lista över presidenter för Fifa
Följande är en lista över presidenter Fédération Internationale de Football Association (Fifa), fotbollens världsorganisation.
Tre av presidenterna för FIFA dog under tjänsten.

## Lista över presidenter
| Nr | President              | President              | Födelsedatum     | Dödsdatum       | Tillträdde | Avträdde | Antal år | Nationalitet |
| -- | ---------------------- | ---------------------- | ---------------- | --------------- | ---------- | -------- | -------- | ------------ |
| 1  | Robert Guérin          | Robert Guérin          | 28 juni 1876     | 19 mars 1952    | 1904       | 1906     | 2        | Frankrike    |
| 2  | Daniel Burley Woolfall | Daniel Burley Woolfall | 15 juni 1852     | 24 oktober 1918 | 1906       | 1918     | 12       | England      |
| 3  | Jules Rimet            | Jules Rimet            | 14 oktober 1873  | 16 oktober 1956 | 1921       | 1954     | 33       | Frankrike    |
| 4  | Rodolphe Seeldrayers   | Rodolphe Seeldrayers   | 16 december 1876 | 7 oktober 1955  | 1954       | 1955     | 1        | Belgien      |
| 5  | Arthur Drewry          | Arthur Drewry          | 3 mars 1891      | 25 mars 1961    | 1955       | 1961     | 6        | England      |
| 6  | Stanley Rous           | Stanley Rous           | 25 april 1895    | 18 juli 1986    | 1961       | 1974     | 13       | England      |
| 7  | João Havelange         | João Havelange         | 8 maj 1916       | 16 augusti 2016 | 1974       | 1998     | 24       | Brasilien    |
| 8  | Sepp Blatter           | Sepp Blatter           | 10 mars 1936     | -               | 1998       | 2016     | 18       | Schweiz      |
| 9  | Gianni Infantino       | Gianni Infantino       | 23 mars 1970     | -               | 2016       | -        | -        | Schweiz      |